# Светско првенство у пливању 2024 — 800 м слободно за жене
Пливачке трке у дисциплини 800 метара слободним стилом за жене на Светском првенству у пливању 2024. одржане су 16. и 17. фебруара (квалификације и финале) као део програма Светског првенства у воденим спортовима. Трке су се одржавале у базену спортског комплекса Aspire Dome у катарском граду Дохи.
За трке у овој дисциплини било је пријављено 28 такмичарки из 24 земље. Титулу светске првакиње освојила је репрезентативка Италије Симона Квадарела , сребрну медаљу је освојила Изабел Гозе из Немачке, док је бронза припала новозеландској репрезентативки Ерики Ферведер.

## Освајачи медаља
|                        | Резултат |                   | Резултат |                      | Резултат |
|                        |          |                   |          |                      |          |
| Симона Квадарела (ИТА) | 8:17.44  | Изабел Гозе (НЕМ) | 8:17.53  | Ерика Ферведер (НЗЛ) | 8:22.26  |

## Званични рекорди
Пре почетка такмичења званични рекорди у овој дисциплини су били следећи:
| Рекорд                         | Име                | Резултат | Место                   | Датум            |
| ------------------------------ | ------------------ | -------- | ----------------------- | ---------------- |
| Светски рекорд СР              | Кејти Ледеки (САД) | 8:04,79  | Рио де Жанеиро (Бразил) | 12. август 2016. |
| Рекорд светских првенстава РПр | Кејти Ледеки (САД) | 8:07,39  | Казањ (Русија)          | 8. август 2015.  |

## Резултати квалификација
За такмичење у тркама на 800 метара слободним стилом за жене било је пријављено 28 такмичарке из 24 земље, а свака од земаља имала је право на максимално две представнице у овој дисциплини. Пливало се у 3 квалификационе групе, а пласман у финале остварило је 9 пливачица са најбољим резултатима квалификација. Квалификационе трке су пливане 16. фебруара са почетком од 11.07 по локалном времену.
| Пл. | Група | Стаза | Пливачица               | Репрезентација     | Време          | Нап.           |
| --- | ----- | ----- | ----------------------- | ------------------ | -------------- | -------------- |
| 1.  | 2     | 4     | Изабел Гозе             | Немачка            | 8:26.49        | КВ             |
| 2.  | 3     | 4     | Симона Квадарела        | Италија            | 8:27.80        | КВ             |
| 3.  | 3     | 5     | Ерика Ферведер          | Нови Зеланд        | 8:28.15        | КВ             |
| 4.  | 3     | 3     | Ив Томас                | Нови Зеланд        | 8:29.30        | КВ             |
| 5.  | 3     | 2     | Агостина Ејн            | Аргентина          | 8:29.44        | КВ             |
| 6.  | 2     | 3     | Ајна Кешељ              | Мађарска           | 8:32.88        | КВ             |
| 7.  | 2     | 6     | Кија Малвертон          | Аустралија         | 8:35.22        | КВ             |
| 8.  | 2     | 8     | Ичика Каџимото          | Јапан              | 8:35.25        | КВ             |
| 8.  | 3     | 6     | Меди Гоф                | Аустралија         | 8:35.25        | КВ             |
| 10. | 3     | 7     | Јанг Пејћи              | Кина               | 8:36.75        |                |
| 11. | 3     | 9     | Габријеле Ронкато       | Бразил             | 8:37.00        |                |
| 12. | 2     | 7     | Ма Јунгхуеј             | Кина               | 8:37.66        |                |
| 13. | 2     | 0     | Мерве Тунџел            | Турска             | 8:38.10        |                |
| 14. | 2     | 9     | Кристел Кобрич          | Чиле               | 8:38.81        |                |
| 15. | 2     | 2     | Кајла Хан               | Сједињене Државе   | 8:40.36        |                |
| 16. | 1     | 4     | Ела Косгров             | Канада             | 8:43.33        |                |
| 17. | 3     | 1     | Беатрис Дизоти          | Бразил             | 8:43.73        |                |
| 18. | 2     | 1     | Ализе Пизан             | Белгија            | 8:45.28        |                |
| 19. | 3     | 0     | Тамила Холуб            | Португалија        | 8:45.94        |                |
| 20. | 1     | 3     | Имани де Јонг           | Холандија          | 8:49.08        |                |
| 21. | 1     | 6     | Ешли ЛИм                | Сингапур           | 8:54.29        |                |
| 22. | 1     | 5     | Хан Дакјунг             | Јужна Кореја       | 8:54.74        |                |
| 23. | 1     | 2     | Дијана Тажанова         | Казахстан          | 8:55.78        |                |
| 24. | 1     | 1     | Ева Петровска           | Северна Македонија | 9:04.27        |                |
| 25. | 1     | 8     | Лана Хиџази             | Либан              | 9:33.90        |                |
| –   | 1     | 7     | Марлен Калер            | Аустрија           | Нису наступиле | Нису наступиле |
| –   | 2     | 5     | Анастасија Кирпичњикова | Француска          | Нису наступиле | Нису наступиле |
| –   | 3     | 8     | Дуне Кутзе              | Јужна Африка       | Нису наступиле | Нису наступиле |

## Финале
Финална трка је пливана 17. фебруара са почетком од 20.23 часова по локалном времену.
| Пл. | Стаза | Пливачица        | Репрезентација | Време   | Нап. |
| --- | ----- | ---------------- | -------------- | ------- | ---- |
|     | 5     | Симона Квадарела | Италија        | 8:17.44 |      |
| 2   | 4     | Изабел Гозе      | Немачка        | 8:17.53 |      |
| 3   | 3     | Ерика Ферведер   | Нови Зеланд    | 8:22.26 |      |
| 4.  | 6     | Ив Томас         | Нови Зеланд    | 8:24.86 |      |
| 5.  | 2     | Агостина Ејн     | Аргентина      | 8:29.19 |      |
| 6.  | 8     | Ичика Каџимото   | Јапан          | 8:29.24 |      |
| 7.  | 1     | Кија Малвертон   | Аустралија     | 8:29.35 |      |
| 8.  | 7     | Ајна Кешељ       | Мађарска       | 8:29.83 |      |
| 9.  | 0     | Меди Гоф         | Аустралија     | 8:36.43 |      |